# Rivière aux Vases (Missouri)
Pour les articles homonymes, voir Vase.
Ne doit pas être confondu avec Auxvasse (rivière).
La rivière aux Vases, (anglais : River aux Vases), est une rivière des États-Unis et un affluent du fleuve Mississippi.

## Géographie
La rivière aux Vases prend sa source dans le comté de Saint-François, situé dans l'État du Missouri, puis s'écoule vers le nord-est en direction du comté de Sainte-Geneviève. La rivière traverse le village de River aux Vases puis continue son parcours vers la ville de Kaskaskia qu'elle contourne par l'ouest puis le sud avant de se jeter dans le fleuve Mississippi au sud de la ville de Kaskaskia. Elle reçoit les eaux de la rivière de la Saline dont la confluence est située à l'ouest de la ville de Kaskaskia.

## Histoire
La rivière doit son nom aux vasières qui encombraient ce cours d'eau l'époque de la Louisiane française. Les trappeurs, coureurs des bois et colons canadiens-français installés au Pays des Illinois donnèrent ce nom à cette rivière ainsi qu'au village de River aux Vases situé le long du cours d'eau, à mi-chemin entre la source et la confluence avec le Mississippi.

## Galerie photographique

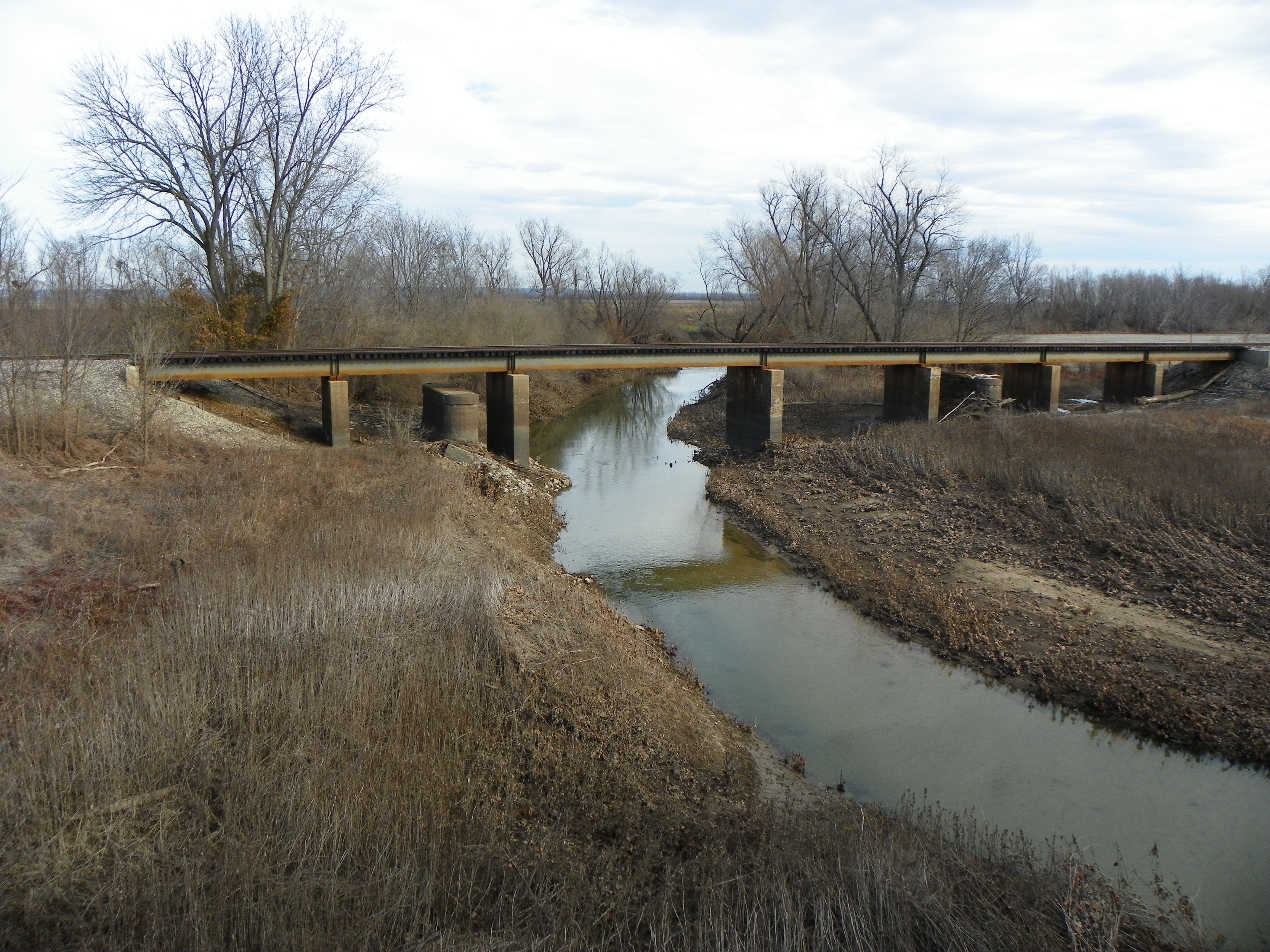
Pont ferroviaire enjambant la rivière aux Vases.
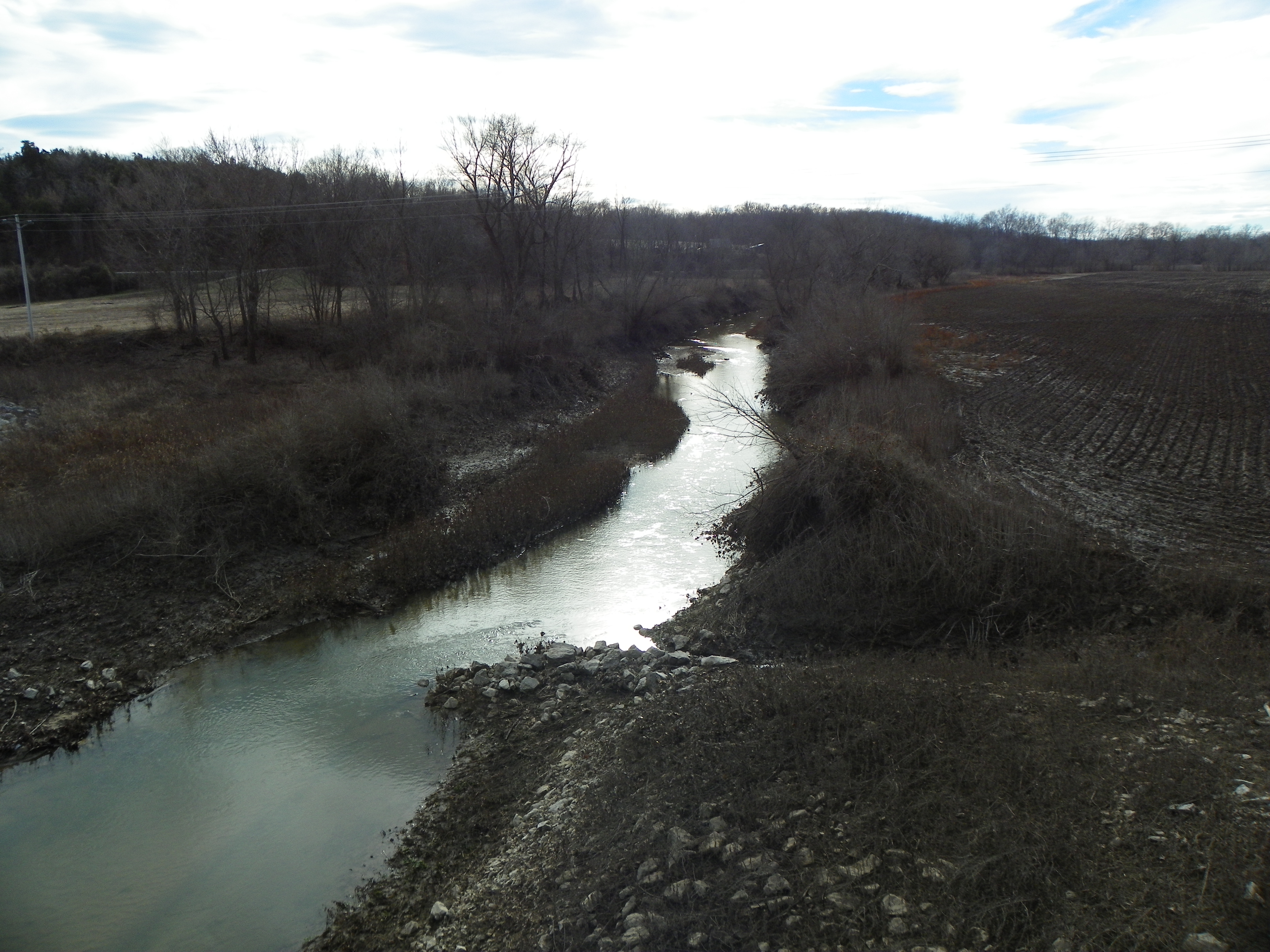
La rivière aux Vases.